# فاسکو
فاسکو (نام علمی: Nimbochromis fuscotaeniatus) که به هاپ نقطه‌دار هم معروف است، گونه ای از سیچلایدهای بومی دریاچه مالاوی و دریاچه مالومب است. طول نرهای این گونه می‌تواند به ۲۵ سانتیمتر (۹٫۸ اینچ) TL برسد. در حالی که ماده‌ها حداکثر تا ۲۰ سانتیمتر (۷٫۹ اینچ) رشد می‌کنند. این گونه در تجارت آکواریوم نیز یافت می‌شود. یک شکارچی کمینگر است و از سیچلایدهای کوچک‌تر تغذیه می‌کند. ماده‌ها به رنگ قهوه‌ای و نرها به رنگ آبی هستند. این گونه از نوزادان در دهان خود نگهداری می‌کند و به راحتی در آکواریوم تخم‌ریزی و تکثیر می‌شود.